# هم فقیر هم احمق
هم فقیر هم احمق هشتمین قسمت از فصل چهاردهم سریال کارتونی آمریکایی ساوت پارک، و به طور کلی دویست و سومین قسمت پخش شده از این مجموعه است. این قسمت در تاریخ ششم اکتبر سال ۲۰۱۰ از شبکه کابلی کمدی سنترال به نمایش درآمد.
مت استون و تری پارکر نویسندگی و کارگردانی را بر عهده داشته‌اند و این قسمت در آمریکا در رده «محتوا برای بزرگسالان» قرار گرفته است.

## خلاصه
کارتمن می‌خواهد با حرفه‌ای‌ها مسابقه دهد و حاضر است به هر قیمتی شده این کار را عملی کند. ناراحتی او از آن است که با تلاش و کوشش هم هرگز نتواند به سطح رانندگان نسکار برسد. کارتمن با همکاری باترز به عنوان مربی، موانع پیش روی خود را برای این آرزو از پیش برمی‌دارد.